# Canthylidia stramineipicta
Canthylidia stramineipicta är en fjärilsart som beskrevs av Embrik Strand 1924. Canthylidia stramineipicta ingår i släktet Canthylidia och familjen nattflyn. Inga underarter finns listade i Catalogue of Life.